# Hans Freiherr von Pechmann
Hans Freiherr von Pechmann (1 d'abril de 1850, Nuremberg, Baviera -19 d'abril de 1902, Tubinga, Baden-Württemberg) fou un químic orgànic alemany conegut principalment pel descobriment del polietilè.

## Biografia
Von Pechmann estudià química amb Heinrich Limpricht a la Universitat de Greifswald. Fou professor de la Universitat de Múnic fins al 1895 i, després, de la Universitat de Tubinga fins a la seva mort el 1902.

## Descobriments
En la seva obra destaca el descobriment del diazometà a 1894; el descobriment de les reaccions químiques condensació de Pechmann i síntesi de pirazols de Pechmann; les primeres preparacions d'1,2-dicetones (per exemple, diacetil), d'àcid 3-oxopentanodioic, metilglioxal i difeniltricetona; i l'establiment de l'estructura simètrica de l'antraquinona. Von Pechmann també descobrí el polietilè per casualitat el 1898, quan accidentalment escalfava diazometà.

## Obres
- Volhard's Anleitung zur Qualitativen chemischen Analyse. Chemisches Labolatorium des Staates, München 9th & 10th ed. 1901 Digital edition, University and State Library Düsseldorf
- Anleitung zur quantitativen Analyse nach Cl. Zimmermann : zum Gebrauche im chemischen Laboratorium des Staates zu München. Chemisches Laboratorium des Staates, München 10th ed. 1901 Digital edition, University and State Library Düsseldorf